# Liste der Baudenkmale in Hollnseth
In der Liste der Baudenkmale in Hollnseth sind alle Baudenkmale der niedersächsischen Gemeinde Hollnseth im Landkreis Cuxhaven aufgelistet. Der Stand der Liste ist der 23. Dezember 2023. Die Quelle der Baudenkmale ist der niedersächsische Denkmalatlas. 

## Hollnseth
| Lage                                       | Bezeichnung        | Beschreibung | ID       | Bild |
| ------------------------------------------ | ------------------ | --- | -------- | ---- |
| Hollener Mühle 1 53° 35′ 1″ N, 9° 6′ 25″ O | Wassermühle Hollen | Eingeschossiger Backsteinbau mit Fachwerk im Giebeldreieck unter Satteldach. Erbaut komplett in Fachwerk 1801 (i) mit unterschlächtigem Wasserrad, Wände 1865 (i) massiv ersetzt. | 31271074 |      |